# ASV Swift
ASV Swift (Swift Amsterdam) is een Nederlandse korfbalvereniging uit Amsterdam.

## Geschiedenis
Swift is opgericht op 17 augustus 1918 en de naam is een afkorting van Steeds Winnen Is Flink Trainen.
De club is niet de enige korfbalvereniging met de naam Swift, want deze clubnaam bestaat ook in Middelburg.